# Baltic Cup 2016
Der Baltic Cup 2016 für Fußballnationalteams fand zwischen dem 29. Mai und 4. Juni 2016 erstmals in der Geschichte in allen drei Baltischen Ländern statt. Es war die insgesamt 46. Austragung des Turniers der Baltischen Nationalmannschaften seit der Erstaustragung im Jahr 1928. Es gilt damit als das älteste noch ausgetragene internationale Fußballturnier für Nationalmannschaften in Europa. An dem Turnier nahmen die Nationalmannschaften aus den drei baltischen Staaten Estland, Lettland und Litauen teil. Als Titelverteidiger startete die lettische Nationalmannschaft in den Wettbewerb, die mit 22 Siegen zugleich Rekordsieger ist. Ausgetragen wurden die Spiele in Liepāja (Lettland) Daugava-Stadion, Klaipėda (Litauen) Zentralstadion Klaipėda und Tallinn (Estland) A. Le Coq Arena. Lettland gewann durch einen Sieg gegen Litauen und einem Unentschieden gegen Estland zum insgesamt 23. Mal den Titel in diesem Wettbewerb. Torschützenkönig wurde mit zwei Treffern der Litauer Fiodor Černych der im Verein bei Jagiellonia Białystok spielte.

## Gesamtübersicht
| Pl.                        | Verein   | Sp. | S | U | N | Tore    | Diff. | Punkte |
| -------------------------- | -------- | --- | - | - | - | ------- | ----- | ------ |
| 1.                         | Lettland | 2   | 1 | 1 | 0 | 002:100 | +1    | 04     |
| 2.                         | Litauen  | 2   | 1 | 0 | 1 | 003:200 | +1    | 03     |
| 3.                         | Estland  | 2   | 0 | 1 | 1 | 000:200 | −2    | 01     |
| Sieger des Baltic Cup 2016 |          |     |   |   |   |         |       |        |

|                          |   |          |           |
| 29. Mai 2016 in Klaipėda |   |          |           |
| Litauen                  | – | Estland  | 2:0 (2:0) |
| 1. Juni 2016 in Liepāja  |   |          |           |
| Lettland                 | – | Litauen  | 2:1 (0:0) |
| 4. Juni 2016 in Tallinn  |   |          |           |
| Estland                  | – | Lettland | 0:0       |

## Litauen gegen Estland
| Litauen                                                                            | Litauen | Estland | Estland |
| ---------------------------------------------------------------------------------- | --- | --- | ------- |
| Litauen                                                                            | \| Sonntag 29. Mai 2016 um 16:00 Uhr (Ortszeit) in Klaipėda (Zentralstadion Klaipėda) \| \| Ergebnis: 2:0 (2:0) \| \| Zuschauer: 3.700 \| \| Schiedsrichter: Aleksandrs Anufrijevs ( Lettland) \| \| Spielbericht \| | \| Sonntag 29. Mai 2016 um 16:00 Uhr (Ortszeit) in Klaipėda (Zentralstadion Klaipėda) \| \| Ergebnis: 2:0 (2:0) \| \| Zuschauer: 3.700 \| \| Schiedsrichter: Aleksandrs Anufrijevs ( Lettland) \| \| Spielbericht \|                                                                                                  | Estland |
| Litauen                                                                            | Emilijus Zubas – Edvinas Girdvainis, Vaidas Slavickas (74. Rolandas Baravykas), Arūnas Klimavičius – Arvydas Novikovas, Deividas Česnauskis (74. Egidijus Vaitkūnas), Mantas Kuklys, Dovydas Norvilas (83. Simonas Paulius) – Nerijus Valskis (74. Vytautas Lukša), Lukas Spalvis (83. Donatas Kazlauskas), Fiodor Černych (53. Vykintas Slivka) Cheftrainer: Edgaras Jankauskas | Marko Meerits – Markus Jürgenson (80. Andreas Raudsepp), Joonas Tamm (67. Henri Anier), Ragnar Klavan , Artur Pikk (87. Dmitri Kruglov), Nikita Baranov (43. Andre Frolov) – Pavel Marin (67. Maksim Gussev), Ken Kallaste, Ilja Antonov – Rauno Sappinen (80. Frank Liivak) Cheftrainer: Magnus Pehrsson ( Schweden) | Estland |
| Litauen                                                                            | 1:0 Nerijus Valskis (30.) 2:0 Fiodor Černych (45.) | | Estland |
| Litauen                                                                            | Dovydas Norvilas (81.) | Ken Kallaste (14.) | Estland |
| Sonntag 29. Mai 2016 um 16:00 Uhr (Ortszeit) in Klaipėda (Zentralstadion Klaipėda) | | |         |
| Ergebnis: 2:0 (2:0)                                                                | | |         |
| Zuschauer: 3.700                                                                   | | |         |
| Schiedsrichter: Aleksandrs Anufrijevs ( Lettland)                                  | | |         |
| Spielbericht                                                                       | | |         |

## Lettland gegen Litauen
| Lettland                                                                   | Lettland | Litauen | Litauen |
| -------------------------------------------------------------------------- | --- | --- | ------- |
| Lettland                                                                   | \| Mittwoch 1. Juni 2016 um 19:30 Uhr (Ortszeit) in Liepāja (Daugava-Stadion) \| \| Ergebnis: 2:1 (0:0) \| \| Zuschauer: 2.305 \| \| Schiedsrichter: Roomer Tarajev ( Estland) \| \| Spielbericht \| | \| Mittwoch 1. Juni 2016 um 19:30 Uhr (Ortszeit) in Liepāja (Daugava-Stadion) \| \| Ergebnis: 2:1 (0:0) \| \| Zuschauer: 2.305 \| \| Schiedsrichter: Roomer Tarajev ( Estland) \| \| Spielbericht \|                                                                            | Litauen |
| Lettland                                                                   | Andris Vaņins – Vitālijs Maksimenko, Kaspars Dubra, Kaspars Gorkšs , Vladislavs Gabovs – Artis Lazdiņš, Igors Tarasovs (46. Aleksejs Višņakovs), Roberts Savaļnieks (46. Artūrs Zjuzins), Jānis Ikaunieks (65. Dāvis Ikaunieks) – Valerijs Šabala (88. Oļegs Laizāns), Artjoms Rudņevs (77. Sergejs Vorobjovs) Cheftrainer: Marians Pahars | Ernestas Šetkus – Vaidas Slavickas, Edvinas Girdvainis, Linas Klimavičius, Egidijus Vaitkūnas – Mantas Kuklys, Dovydas Norvilas (79. Vytautas Lukša), Vykintas Slivka (56. Nerijus Valskis), Arvydas Novikovas – Fiodor Černych , Lukas Spalvis Cheftrainer: Edgaras Jankauskas | Litauen |
| Lettland                                                                   | 1:0 Artūrs Zjuzins (50.) 2:0 Artjoms Rudņevs (71.) | 2:1 Fiodor Černych (84.) | Litauen |
| Lettland                                                                   | Roberts Savaļnieks (7.), Artis Lazdiņš (32.) | Mantas Kuklys (11.) Vaidas Slavickas (35.) | Litauen |
| Mittwoch 1. Juni 2016 um 19:30 Uhr (Ortszeit) in Liepāja (Daugava-Stadion) | | |         |
| Ergebnis: 2:1 (0:0)                                                        | | |         |
| Zuschauer: 2.305                                                           | | |         |
| Schiedsrichter: Roomer Tarajev ( Estland)                                  | | |         |
| Spielbericht                                                               | | |         |

## Estland gegen Lettland
| Estland                                                                   | Estland | Lettland | Lettland |
| ------------------------------------------------------------------------- | --- | --- | -------- |
| Estland                                                                   | \| Samstag 4. Juni 2016 um 19:00 Uhr (Ortszeit) in Tallinn (A. Le Coq Arena) \| \| Ergebnis: 0:0 \| \| Zuschauer: 1.982 \| \| Schiedsrichter: Gediminas Mažeika ( Litauen) \| \| Spielbericht \|                                                | \| Samstag 4. Juni 2016 um 19:00 Uhr (Ortszeit) in Tallinn (A. Le Coq Arena) \| \| Ergebnis: 0:0 \| \| Zuschauer: 1.982 \| \| Schiedsrichter: Gediminas Mažeika ( Litauen) \| \| Spielbericht \| | Lettland |
| Estland                                                                   | Mihkel Aksalu – Taijo Teniste, Ragnar Klavan , Dmitri Kruglov, Nikita Baranov – Ken Kallaste, Karol Mets, Ilja Antonov, Pavel Marin (69. Sander Puri), Rauno Sappinen (90. Frank Liivak) – Henri Anier Cheftrainer: Magnus Pehrsson ( Schweden) | Andris Vaņins – Vladislavs Gabovs, Vitālijs Jagodinskis, Kaspars Gorkšs , Vitālijs Maksimenko – Oļegs Laizāns (46. Artūrs Zjuzins), Roberts Savaļnieks (46. Aleksejs Višņakovs), Artis Lazdiņš, Jānis Ikaunieks (78. Dāvis Ikaunieks) – Valērijs Šabala (69. Igors Tarasovs), Artjoms Rudņevs (90. Sergejs Vorobjovs) Cheftrainer: Marians Pahars | Lettland |
| Estland                                                                   | Artis Lazdiņš (53.), Jānis Ikaunieks (56.) | | Lettland |
| Samstag 4. Juni 2016 um 19:00 Uhr (Ortszeit) in Tallinn (A. Le Coq Arena) | | |          |
| Ergebnis: 0:0                                                             | | |          |
| Zuschauer: 1.982                                                          | | |          |
| Schiedsrichter: Gediminas Mažeika ( Litauen)                              | | |          |
| Spielbericht                                                              | | |          |